# Brussels Royal IHSC
Der Brussels Royal Ice Hockey and Skating Club ist ein belgischer Eishockeyclub aus Brüssel. Der 1909 gegründete Verein ist mit 23 Titeln Belgischer Rekordmeister.

## Geschichte
Der Brussels Royal Ice Hockey and Skating Club wurde 1909 gegründet und drei Jahre später erster belgischer Meister. In den folgenden Jahrzehnten dominierte der Verein die Eredivisie und gewann bis 1982 insgesamt 23 Meistertitel. Seit dem letzten Titelgewinn wurde es ruhig um den Club. Seit 1998 nimmt dieser auch nicht mehr am Spielbetrieb der höchsten belgischen Spielklasse teil. 2008 wurde der Spielbetrieb gänzlich eingestellt.

## Erfolge
- Belgischer Meister (23)[1]: 1912, 1913, 1923, 1938, 1940, 1941, 1942, 1943, 1944, 1945, 1947, 1948, 1951, 1962, 1968, 1970, 1971, 1975, 1976, 1977, 1978, 1980, 1982